# RoXY

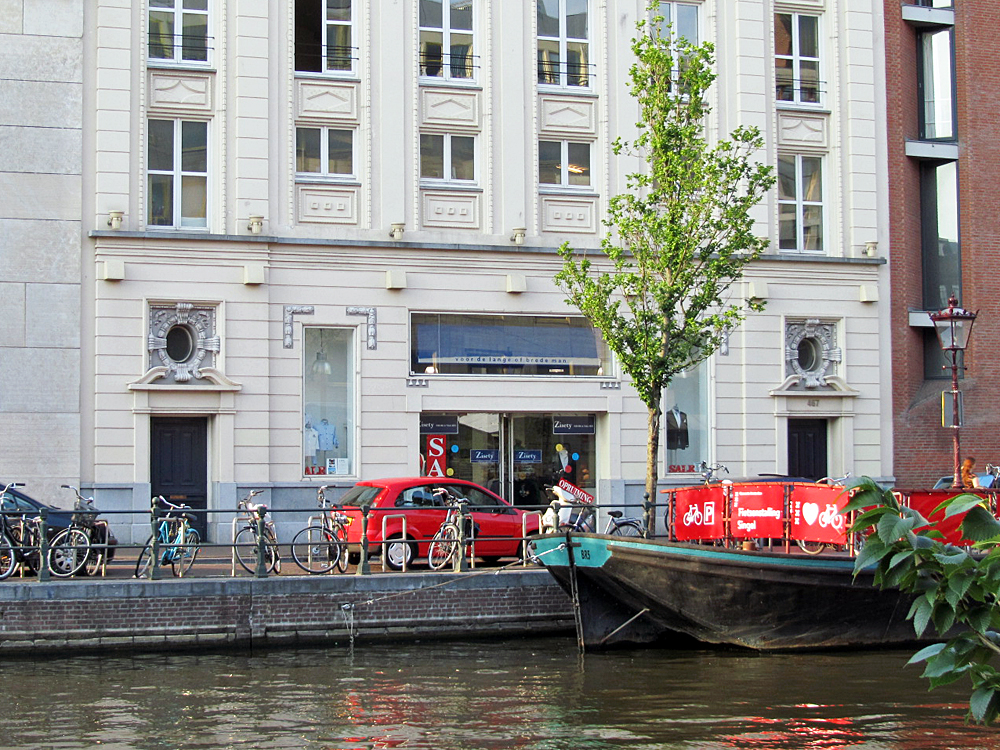
Het pand waarin van 1987-1999 de RoXY gevestigd was, gelegen aan het Singel 465-467 in Amsterdam. Tegenwoordig bevindt zich hier een kledingzaak (foto uit 2012)

De RoXY was van 1987 tot en met 1999 een nachtclub in Amsterdam, die internationaal bekendheid genoot wegens zijn theatrale en glamoureuze uitstraling.

## Geschiedenis
De RoXY werd in augustus 1987 geopend door het driemanschap Arjen Schrama, bekend van het blad Vinyl, DJ Eddy de Clercq en kunstenaar Peter Giele.
De club was gelegen op nummer 465-467 aan het Singel, tussen de Munt en het Koningsplein, en had als entree de achteruitgang van de voormalige en in 1983 gesloten bioscoop met dezelfde naam in de Kalverstraat.
In het begin van de jaren 90 was Club RoXY samen met de iT en De Waakzaamheid een van de belangrijkste clubs van de house- en technoscene in Nederland.
Op 21 juni 1999, de dag dat Peter Giele begraven werd, brandde de discotheek volledig uit, omdat tijdens het afsteken van binnenvuurwerk de airco niet was uitgezet, zodat er vonken in de aanzuiger terechtkwamen.

## Karakter

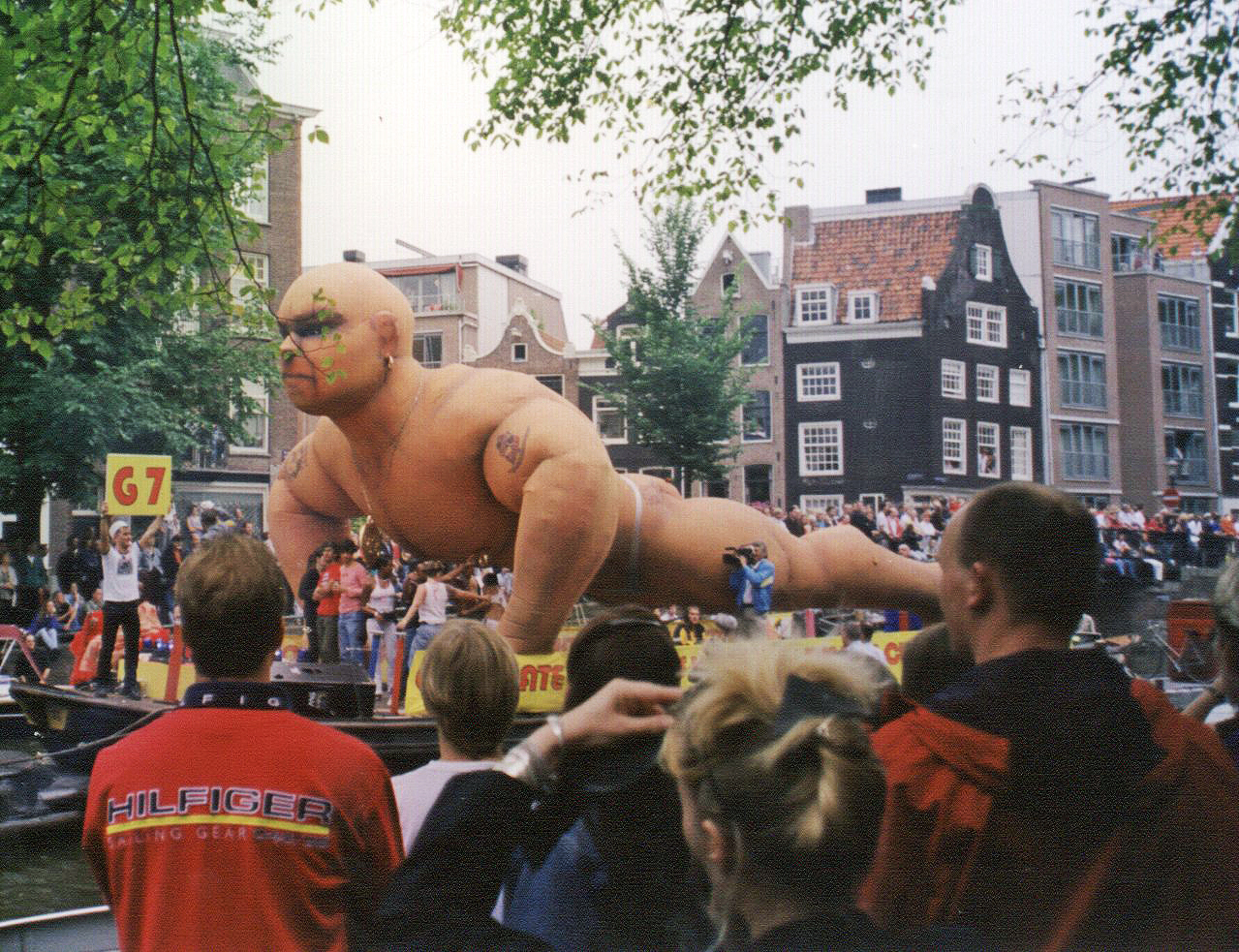
De Canal Parade voorafgaand aan de Gay Games van 1998. De meest spectaculaire bijdrage, een zichzelf na elke brug oppompende bodybuilder, was van de RoXY.

De club stond bekend om zijn extravagante shows, die verbeeld werden in grote, vaak multimediale, decors, die elke zes weken wisselden. Ook genoot de RoXY bekendheid wegens zijn zeer willekeurige deurbeleid. Wie de ene keer met open deur verwelkomd werd, kon even makkelijk de volgende keer kansloos geweigerd worden. Alleen een felbegeerd lidmaatschap bood garantie op toegang. Positief gevolg van het deurbeleid was wel dat binnen meestal een aangename sfeer heerste. Een sfeer waarbinnen drugsgebruik een vaste plaats innam. Verschillende boeken spelen zich gedeeltelijk af in de RoXY. De bekendste hiervan is Gimmick! van Joost Zwagerman.
Huisfotografe van de RoXY was Cleo Campert, vaste stylisten van de modeshows en showoutfits waren Ruud van der Peijl en Jaap Hinten. Justus van Veen coördineerde de optredens en initieerde de 'Hard Gay' geprogrammeerd en gepresenteerd door Steve Malenka op de woensdagavond. De Australische kunstenaar Geoff Miller was de initiator van de decors. De latere vaste decorploeg stond onder leiding van Nieko de Jong en Matthew Whitehead, die ook decors voor andere clubs en party's verzorgden.
De RoXY bouwde onder curatorschap van Giele en zijn partner Inez de Jong een grote kunstcollectie op, met werken van onder ander Capaan, Jan Verburg, Rob Scholte, Erwin Olaf en Jurriaan van Hall. Deze collectie ging echter met de RoXY ten onder.
Het licht speelde een belangrijke rol en was een onderdeel van het decor. Het lichtteam bestond uit James Di Angelo (leiding) en licht vormgevers Robert Blokland, Adriaan Albers, Marcel Visser, Linda Hendriks, Patrick van Exel.

## Dj's
De RoXY heeft de nodige bekende diskjockeys voorbij zien komen. Onder hen bevonden zich:
| - Eddy de Clercq, resident-dj - Sander Kleinenberg - Joost van Bellen, resident-dj van 1987-1999 - Ardy Beesemer, resident-dj - Dimitri, resident-dj - Remy, resident-dj | - KC The Funkaholic - DJ Johnson, resident-dj - Crazy Shaun, resident-dj - Richard Cameron - Erick E - DJ Isis |

Vaste optredens werden verzorgd door Franz Kubin (aka Jet Brandsteder), Harry Wildeman, Zubrowka, Nepco van Lennart Vader en Pinky Keijser, Shirley Macholina en Celeste. Op de serie "Love Balls" - befaamde benefieten voor het Aids Fonds traden Leigh Bowery aka Minty, Jocelyn Brown, Agnetha Immergeil, Boy George en vele anderen op. Ook maakte de Amerikaanse freakshow the Jim Rose Circus Sideshow haar Europese debuut in de RoXY.
Vaste vormgevers waren Jean-Paul Commandeur, DEPT, Gebroeders Silvestri, 75B, Wall-Russ, Gerald van der Kaap en Linda van Deursen.

## Trivia
Onder de titel Ode aan Zubrowka vertelt Amsterdam Museum van 25 september 2022 tot 21 mei 2023 de verhalen over en van de Roxy.
De laatste avond, waarop de RoXY door brand ten onder ging, bleek te zijn vastgelegd op een audiotape die in bezit was van DJ Joost van Bellen. Sinds 21 juni 2024 is deze opname te beluisteren als onderdeel van de NTR podcastserie Als muren konden praten.